# Mannsdorf an der Donau
Mannsdorf an der Donau – gmina w Austrii, w kraju związkowym Dolna Austria, w powiecie Gänserndorf. Według Austriackiego Urzędu Statystycznego liczyła 369 mieszkańców (2016).